# Konstantín Mochulski
Konstantín Mochulski (1892-1948) fue un profesor y crítico literario ruso.

## Biografía
Nacido en 1892 y de origen ruso, trabajó como profesor de literatura rusa en la Universidad de París. Fue autor de una conocida biografía de Fiódor Dostoyevski. Igualmente escribió textos sobre autores como Nikolái Gógol o, también, Vladímir Soloviov, Aleksandr Blok, Andréi Bely y Valeri Briúsov. Falleció en 1948.